# Mindelo

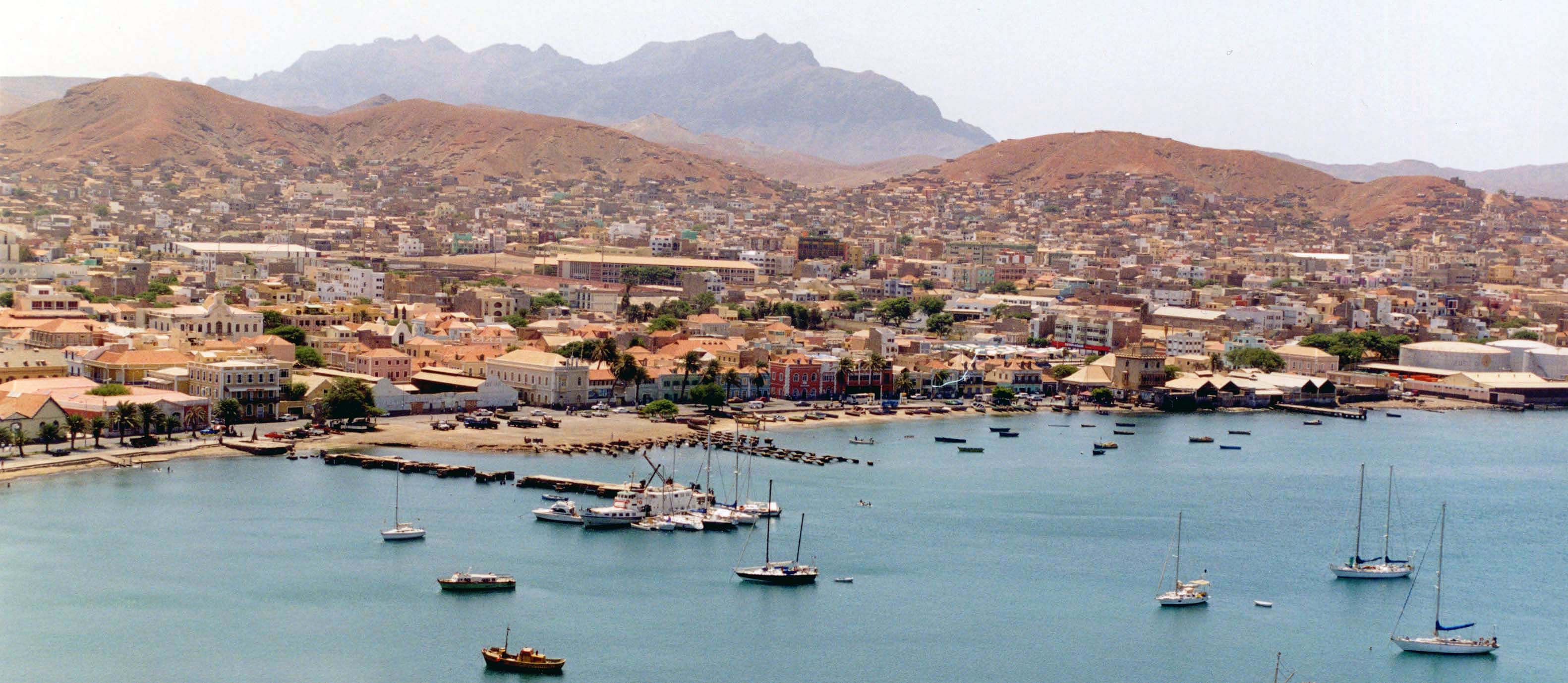
Mindelo

Mindelo – miasto portowe w Republice Zielonego Przylądka, z 77 542 mieszkańców (2010) jest drugim pod względem liczby mieszkańców miastem w kraju. Położone w północnej części wyspy São Vicente, w obrębie Przylądka Porto Grande. Ośrodek administracyjny okręgu São Vicente. Baza paliwowa dla statków oceanicznych; stocznia remontowa; przetwórstwo ryb; wyrób odzieży i obuwia; port lotniczy. Z tego miasta pochodziła m.in. Cesária Évora.

## Miasta partnerskie
- Mafra